# تایلر برج
تایلر برج (به انگلیسی: Tyler Burge) متولد ۱۹۴۶، استاد فلسفه دانشگاه کالیفرنیا، لوس آنجلس است. او در زمینه‌های مختلفی از فلسفه تأثیرگذار بوده است؛ مانند فلسفه ذهن، معرفت‌شناسی و تاریخ فلسفه. او در مورد تاریخ فلسفه، کارهایی را دربارهٔ فلسفه گوتلوب فرگه منتشر کرده‌است. در معرفت‌شناسی، دربارهٔ موضوعاتی همچون معرفت به خود و توجیه گواهی نوشته‌است. او شاید بیش از همه به دلیل سهمی که در فلسفه ذهن داشته‌است، شهرت یافته باشد؛ دیدگاه‌های او دربارهٔ باور ناظر به واقع (de re) و از همه مهم‌تر ضدفردگرایی دربارهٔ محتوای ذهنی که بیرون‌گرایی نیز نامیده می‌شود.

## ضدفردگرایی
براساس ضدفردگرایی، تفرد بسیاری از انواع ذهنی یک شخص یا یک حیوان، ضرورتاً به روابط آن شخص با محیط فیزیکی یا در مواردی، محیط اجتماعی وابسته‌است. این دیدگاه «بیرون‌گرایی محتوا» یا «بیرون‌گرایی» نیز نامیده شده‌است. برج به جای این دو تعبیر، اصطلاح «ضدفردگرایی» را ترجیح می‌دهد.